# Zitatwort
Ein Zitatwort ist ein Wort, das aus einer anderen Sprache stammt und in der aufnehmenden Sprache zitatartig verwendet wird – demzufolge eine Art Fremdwort. Der Begriff wird in der Linguistik auf zweierlei Weise verstanden:

## Bedeutung des Wortes
Einerseits bestimmt sich die Frage nach dem Vorliegen eines Zitatworts nach einem inhaltlichen (semantischen) Kriterium: Wenn ein Gegenstand aus einer fremden Kultur benannt werden muss, übernimmt man oft auch die entsprechende Bezeichnung, die dann aber nur für genau diesen Gegenstand verwendet wird.
Beispiele:
- Queen bezeichnet die britische Königin, und ist auf keine andere Monarchin übertragbar;
- Siesta bezeichnet die Ruhepause während der Mittagshitze in Spanien und hat in der Lebensweise in Deutschland keine genaue Entsprechung.

Polenz (1967, 1979) nennt als weitere Beispiele für diesen Fall: College, Geisha, Kolchose, Komsomolze und Lord.

## Grad der Anpassung an die aufnehmende Sprache
Ein anderes Kriterium ist das der Integration in die aufnehmende Sprache als ein Wort, das nicht oder nur sehr geringfügig in das System der aufnehmenden Sprache integriert ist.
Beispiele:
- signifié (französisch) ist ein verbreiteter Begriff in der Sprachwissenschaft (Linguistik) für die Bedeutung des sprachlichen Zeichens; das Wort taucht oft in fachsprachlichen deutschen Texten auf, und zwar ohne irgendeine Anpassung an das deutsche Sprachsystem;
- vulgo (lateinisch für „allenthalben, allgemein“) wird genau in dieser Bedeutung gelegentlich in deutschsprachigen Texten verwendet.

Polenz (1967, 1979) nennt als weitere Beispiele für diesen Fall: formaliter, pro forma und das englische formalities (Schwierigkeiten).